# روبرت جراف (ممثل)
روبرت جراف (بالألمانية: Robert Graf)‏ (و. 1923 – 1966 م) هو ممثل مسرحي، وممثل أفلام، وممثل تلفزي ألماني، ولد في فيتن، توفي في ميونخ، عن عمر يناهز 43 عاماً، بسبب سرطان.

## جوائز
حصل على جوائز منها:

جائزة الفيلم الألماني ‏

## وصلات خارجية
- روبرت جراف على موقع IMDb (الإنجليزية)
- روبرت جراف على موقع مونزينجر (الألمانية)
- روبرت جراف على موقع ألو سيني (الفرنسية)
- روبرت جراف على موقع أول موفي (الإنجليزية)
- روبرت جراف على موقع قاعدة بيانات الأفلام السويدية (السويدية)
- روبرت جراف على موقع قاعدة بيانات الفيلم (الإنجليزية)
- روبرت جراف على موقع كينوبويسك (الروسية)